# Castelo de Oxford
O Castelo de Oxford localiza-se na cidade de Oxford, condado de Oxfordshire, na Inglaterra.

## História
Após a conquista da Inglaterra pelos normandos, em 1066, Roberto D'Oyley recebeu como recompensa o domínio de Oxford, tendo erguido o primeiro castelo, às margens do rio Tâmisa, de tipo castelo de mota.

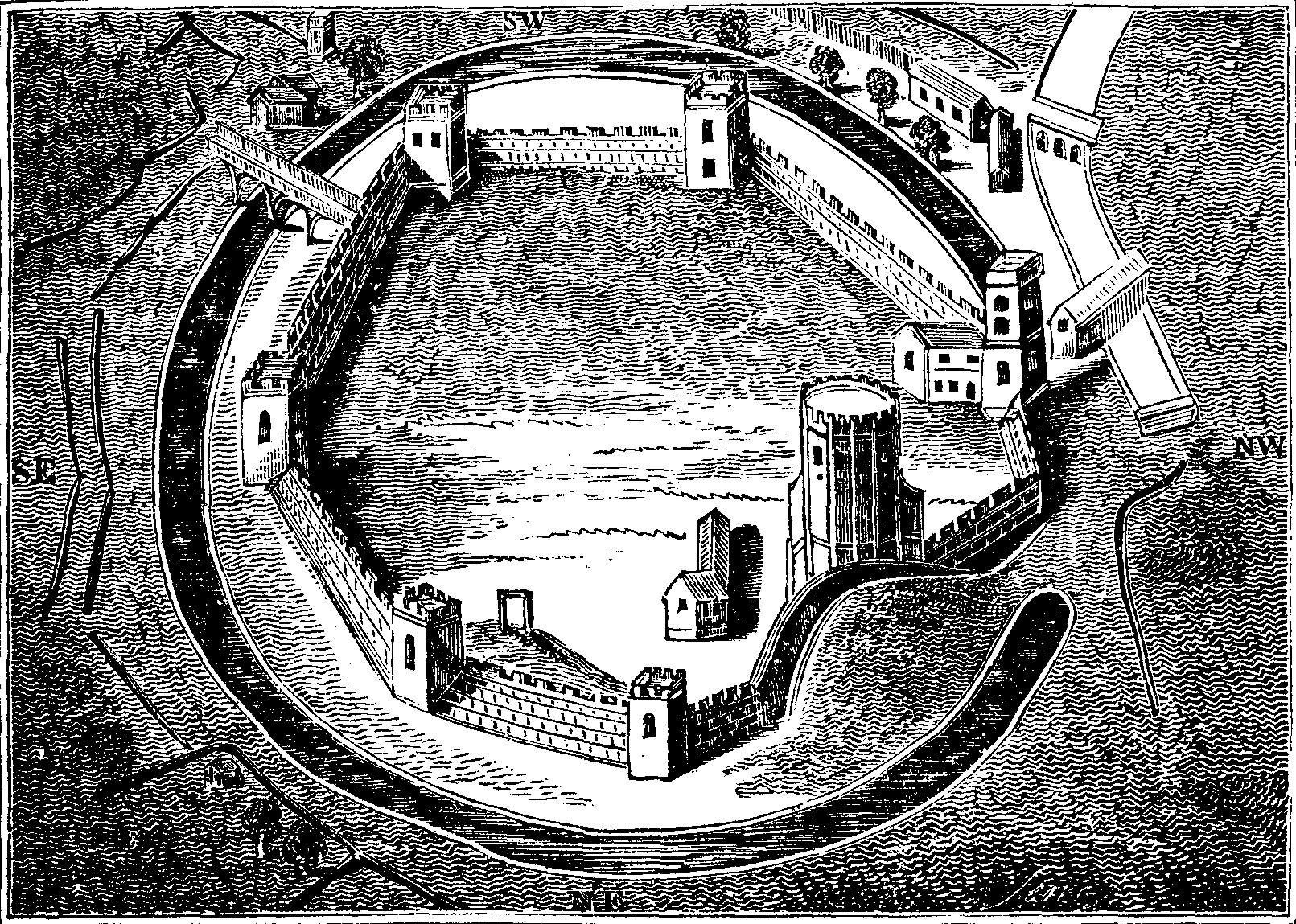
Castelo de Oxford: reconstrução de sua possível aparência (gravura, c. 1828).

Foi utilizado como prisão desde 1071 até 1996, quando a Prisão de Sua Majestade foi encerrada. Graças a um projeto de restauração coordenado pelo Oxford Preservation Trust com recursos da ordem de 3,8 milhões de libras, foram recuperados não apenas o monte do primitivo castelo de madeira, remontando ao século XI, mas também o acesso à Torre de São Jorge e aos calabouços subterrâneos, assim como construído um centro de interpretação.
Os antigos edifícios encontram-se preservados em suas diversas fases construtivas, estando abertos ao público. Os visitantes dispõem ainda de loja, café e de uma programação regular de eventos de arte, teatro, dança e música.